# Békotenga
Békotenga est un village du département et la commune rurale d'Ouessa, situé dans la province de l’Ioba et la région du Sud-Ouest au Burkina Faso.

## Géographie

### Démographie
- En 2006, le village comptait 895 habitants recensés, dont 49,5 % de femmes[1].